# グルタチオン-S-トランスフェラーゼ
グルタチオン S-トランスフェラーゼ（Glutathione S-transferase、略称:GST）は、遺伝子工学で目的のタンパク質に「タグ」として用いられる。分子量26 kDaのタンパク質であり、日本住血吸虫（学名：Schistosoma japonicum）由来の遺伝子が利用されている。GSTタグを持つ目的のタンパク質はグルタチオンを固定化したアフィニティークロマトグラフィー（親和性クロマトグラフィー）により効率よく回収することができる。また、GST抗体を用いた免疫沈降法やウェスタンブロッティングにおいてタンパク質の検出などにも利用される。
融合タンパク質の中には、MBP（maltose binding protein）、CBP (cellulose binding protein)、TRX (thioredoxin) やGFP (green fluorescent protein) などがあるが、中でもGSTは目的とするタンパク質のN末端に結合させた場合、安定した可溶性タンパク質を回収することができることが多い。目的タンパク質とGSTの連結部に特異的なプロテアーゼ（例として、PreScission ProteaseやThrombin）の切断箇所を導入したベクターを使用していれば、アフィニティ精製後にプロテアーゼでGSTを切断して目的タンパク質だけを単離することが可能である。

## GSTタグとHisタグの比較
| 組み換えタンパク質の性質         | GST融合タンパク質    | Hisタグ付加タンパク質                  |
| -------------------------------- | -------------------- | -------------------------------------- |
| 付加する位置                     | N末端が多い          | N末端，C末端どちらでも可               |
| 余分に増える分子量               | 26 kD                | 6アミノ酸（約0.8 kDa）                 |
| 目的タンパク質の性質に及ぼす影響 | 大                   | 小                                     |
| 目的タンパク質の溶解性           | 多くの場合可溶性     | ほとんど不溶性                         |
| 発現するタンパク質の量           | 多い                 | 少ない                                 |
| 特異的担体だけで得られる精製度   | ほぼ単一バンドに精製 | 条件によるが多くは夾雑タンパク質を含む |